# Globe Jet
Globe Jet SAL era uma companhia aérea com sede em Beirute, Líbano. Sua base principal era o Aeroporto Internacional de Beirute.

## História
A companhia aérea foi fundada em dezembro de 2003, e iniciou suas operações em janeiro de 2004.
Em 2007, a companhia aérea encerrou todas as operações.

## Frota
A frota da Globe Jet consistia nas seguintes aeronaves:
| Aeronaves          | Total | Notas |
| ------------------ | ----- | ----- |
| Lockheed L1011-500 | 5     |       |
| Total              | 5     |       |